# Bodlák obecný
Bodlák obecný (Carduus acanthoides) je vyšší dvouletá ostnitá bylina s vřetenovitým kořenem. Je dosti rozšířená na rumištích, podél cest a na pastvinách. 

## Popis
Obvykle 30–100 cm vysoká bylina může dosahovat výšky až 150 cm. Má ostnitou přímou větvenou lodyhu, která je kadeřavě pýřitá, až pod úbory úzce kadeřavě křídlatá, s až 8 mm širokými křídly, trojúhle laločnatá, s až 5 mm dlouhými ostny. Listy jsou střídavé, přisedlé, peřenolaločnaté až peřenosečné, na líci lysé, na rubu na žilnatině chlupaté. Přízemní listy jsou až 40 cm dlouhé a 10 cm široké, lodyžní listy 6–12 cm dlouhé a 2–4,5 cm široké.
Silný vřetenovitý kořen má bohaté postranní kořeny, které zasahují až do podorničních vrstev. Úbory vyrůstají obvykle jednotlivě na koncích lodyhy a větví, zřídka po 2–5, mají v průměru 25–35 mm, a jsou přisedlé, stopkaté. Zákrov je vejčitě kulovitý, s čárkovitě kopinatými, dlouze zašpičatělými, střechovitými, přilehlými či koncem ven zahnutými listeny. Květy jsou trubkovité, pěticípé, světle červené až červenofialové, vzácně bělavé. Plodem je nažka, která je podlouhlá, 3–4 mm dlouhá, slabě svraskalá a s úzkou korunkou. Chmýr je jednoduchý, 10–13 mm dlouhý, opadavý.

## Rozšíření
Bodlák obecný je domovem v jižní a střední Evropě. Byl zavlečen do Severní a Jižní Ameriky. V Česku roste hojně v nížinách až po podhůří. Najdeme ho na mezích, u cest, na náspech a úhorech, na rumištích, pasekách i na návsích, zvláště v teplejších oblastech. Osídluje louky, pastviny, zahrady, trávníky a parky, někdy i pole. Velmi nepříjemným plevelem je především ve víceletých pícninách a na pastvinách, kde jeho ostnité lodyhy a listy mohou poranit trávicí soustavu dobytka a ztěžují sklizeň.

## Reprodukce
Bodlák se rozmnožuje pouze generativně. Kvete od června do října a na jedné rostlině dozraje až několik set nažek, které vítr díky jejich chmýru roznáší daleko od původní rostliny. Čerstvě dozrálé nažky dobře klíčí, a to ponejvíce na jaře. V prvním roce vytvoří pouze listovou růžici, která přezimuje. V druhém roce pak vyroste květní lodyha a vytvoří se plody. Poté rostliny obvykle zanikají.

## Cizojazyčné názvy
- anglicky: Plumeless thistle, Spiny plumeless thistle
- latinsky: Carduus acanthoides L.
- německy: Stachel-Distel, Wege-Distel
- slovensky: Bodliak trnistý, bodliak obyčajný